# ساليرسفيل
ساليرسفيل (بالإنجليزية: Salyersville, Kentucky)‏ هي مدينة تقع في مقاطعة ماغوفين، كنتاكي بولاية كنتاكي في وسط جنوب شرق الولايات المتحدة. تأسست عام 1860، تبلغ مساحة هذه المدينة 5.5 (كم²)، وترتفع عن سطح البحر 260 م، بلغ عدد سكانها 1883 نسمة في عام 2010 حسب إحصاء مكتب تعداد الولايات المتحدة .

## التركيبة السكانية
حدّد مكتب تعداد الولايات المتحدة بيانات التركيبة السكانية لساليرسفيل في تعداد الولايات المتحدة. في ما يلي، التركيبة السكانية حسب تعدادي 2000 و2010.

### تعداد عام 2000
بلغ عدد سكان ساليرسفيل 1,604 نسمة بحسب تعداد عام 2000، وبلغ عدد الأسر 646 أسرة وعدد العائلات 414 عائلة مقيمة في المدينة. في حين سجلت الكثافة السكانية 248.7 نسمة لكل كيلومتر مربع (644.1/ميل2). وبلغ عدد الوحدات السكنية 710 وحدة بمتوسط كثافة قدره 110.1 لكل كيلومتر مربع (285.2/ميل2).
وتوزع التركيب العرقي للمدينة بنسبة 99.69% من البيض و0.06% من الأمريكيين الأفارقة و0.25% من الأمريكيين الأصليين و0.31% من الهسبانيون أو اللاتينيون من أي عرق.
بلغ عدد الأسر 646 أسرة كانت نسبة 30.7% منها لديها أطفال تحت سن الثامنة عشر تعيش معهم، وبلغت نسبة الأزواج القاطنين مع بعضهم البعض 49.4% من أصل المجموع الكلي للأسر، ونسبة 12.2% من الأسر كان لديها معيلات من الإناث دون وجود شريك،  بينما كانت نسبة 2.5% من الأسر لديها معيلون من الذكور دون وجود شريكة وكانت نسبة 35.9% من غير العائلات. تألفت نسبة 33.9% من أصل جميع الأسر من عدة أفراد يعيشون في نفس المنزل ونسبة 14.9% كانت تتألف من شخص يعيش بمفرده يبلغ من العمر 65 عاماً أو أكثر. وبلغ متوسط حجم الأسرة المعيشية 2.22، أما متوسط حجم العائلات فبلغ 2.85.
بلغ العمر الوسطي للسكان 40.9 عاماً. وكانت نسبة 20.8% من القاطنين تحت سن الثامنة عشر، وكانت نسبة 9.2% بين الثامنة عشر والرابعة والعشرين عاماً، ونسبة 25.7% كانت واقعةً في الفئة العمرية ما بين الخامسة والعشرين والرابعة والأربعين عاماً، ونسبة 21% كانت ما بين الخامسة والأربعين والرابعة والستين، ونسبة 12.8% كانت ضمن فئة الخامسة والستين عاماً فما فوق. يوجد لكل 100 أنثى 87.7 ذكر، ويوجد لكل 100 أنثى في الثامنة عشر من عمرها فما فوق 80.8 ذكر.
بلغ متوسط دخل الأسرة في المدينة 16,042 دولارًا، أما متوسط دخل العائلة فبلغ 23,393 دولارًا. وكان متوسط دخل الذكور 26,534 دولارًا مقابل 20,188 دولارًا للإناث. وسجل دخل الفرد الخاص بالمدينة 11,881 دولارًا. وكانت نسبة 35.7% من العائلات ونسبة 40.7% من السكان تحت خط الفقر، وكان من هؤلاء نسبة 56.9% تحت سن الثامنة عشر ونسبة 34.3% في الخامسة والستين من العمر وما فوق.

### تعداد عام 2010
بلغ عدد سكان ساليرسفيل 1,883 نسمة بحسب تعداد عام 2010، وبلغ عدد الأسر 758 أسرة وعدد العائلات 471 عائلة مقيمة في المدينة. في حين سجلت الكثافة السكانية 291.9 نسمة لكل كيلومتر مربع (756.0/ميل2). وبلغ عدد الوحدات السكنية 857 وحدة بمتوسط كثافة قدره 132.9 لكل كيلومتر مربع (344.2/ميل2).
وتوزع التركيب العرقي للمدينة بنسبة 97.77% من البيض و0.05% من الأمريكيين الأفارقة و0.32% من الأمريكيين الأصليين و1.22% من الأعراق الأخرى و0.64% من عرقين مختلطين أو أكثر و2.28% من الهسبانيون أو اللاتينيون من أي عرق.
بلغ عدد الأسر 758 أسرة كانت نسبة 34% منها لديها أطفال تحت سن الثامنة عشر تعيش معهم، وبلغت نسبة الأزواج القاطنين مع بعضهم البعض 38% من أصل المجموع الكلي للأسر، ونسبة 18.7% من الأسر كان لديها معيلات من الإناث دون وجود شريك،  بينما كانت نسبة 5.4% من الأسر لديها معيلون من الذكور دون وجود شريكة وكانت نسبة 37.9% من غير العائلات. تألفت نسبة 34.6% من أصل جميع الأسر من عدة أفراد يعيشون في نفس المنزل ونسبة 14.2% كانت تتألف من شخص يعيش بمفرده يبلغ من العمر 65 عاماً أو أكثر. وبلغ متوسط حجم الأسرة المعيشية 2.32، أما متوسط حجم العائلات فبلغ 2.99.
بلغ العمر الوسطي للسكان 39.5 عاماً. وكانت نسبة 25.4% من القاطنين تحت سن الثامنة عشر، وكانت نسبة 8.1% بين الثامنة عشر والرابعة والعشرين عاماً، ونسبة 24.4% كانت واقعةً في الفئة العمرية ما بين الخامسة والعشرين والرابعة والأربعين عاماً، ونسبة 25.4% كانت ما بين الخامسة والأربعين والرابعة والستين، ونسبة 16.7% كانت ضمن فئة الخامسة والستين عاماً فما فوق. وتوزع التركيب الجنسي للسكان بنسبة 46.9% ذكور و53.1% إناث.

## أعلام
- جيمي فلاينت
- بين مور

## وصلات خارجية
- The US50 - Cities and Towns in Kentucky State